# Aragonés aisino
El aragonés aisino o simplemente aisino es una variedad dialectal del aragonés hablado en el valle de Aísa, esto es, en Aísa, Esposa y Sinúes. Tiene un parecido intermedio entre el aragüesino y el jaqués.

## Fonética
- Por lo menos en Aísa y Esposa se dice huerdio en lugar de hordio del aragonés general, coincidiendo con el cheso.
- La x se conserva peor que en Aragüés del Puerto, puede pasar a ch como en el Somontano: bucho, o puede pasar a j: cajico (como en el castellano de Robres en los Monegros).
- Existen rasgos de castellanización de la ll, pero se mantienen bien en: traballo, mellor, cullar.

## Morfología
- El artículo es como en el aragonés general: o, os, as, os, igual que en el somontano de Ayerbe se contrae con preposición: d'o, d'a, n'o, n'a, t'o, t'a.
- La -tz de la segunda persona plural se conserva mal: creyeis en vez de creyez.
- El pasado indefinido tiene desinencias en -o como en tensino: pagomos, (paguemos), cantotz, (cantetz),
- En la tercera persona del plural es en -oron pero solo en la 1ª conjugación: cantoron, pero en la 2ª y 3ª conjugación coexisten la forma chesa -ieron con la general -io(ro)n: salieron, partioron, riyeron, faboreción.
- En los verbos irregulares que presentan -i en la primera persona del presente se encuentra esta -i en yo foi, pero no en yo vó.
- Existen, como en el Sobrarbe los llamados "perfectos fuertes": fízon, trújon.

## Léxico
- Son palabras diferentes a las de Aragüés del Puerto y Jasa: barza, billuarta, becerro. Es una de las pocas zonas de España que conserva una palabra de origen latino para hablar del tejón: melón, (como en asturleonés y castellano del norte: melandro).

- Datos: Q3574000